# 城巴98線
城巴98線是香港城巴一條來往利東邨和香港仔的巴士路線，是利東邨居民往香港仔的主要路線。本線是香港島巴士路線中全程收費最低的路線，也是除了旅遊路線新巴15C線之外最少分站的香港島巴士路線。

## 歷史
- 1987年2月18日：本線開始投入服務，由中華巴士營運。[1]
  - 此路線原計劃於1987年2月9日投入服務，[2][3]但因利東邨延遲入伙，結果延後9天才正式開辦。[4]
  - 其原定班次為12分鐘一班，[2]惟在開辦時暫以20分鐘一班的班次表運作，視乎居民遷入利東邨的進度而逐步增加班次。[1]

- 1993年9月1日：本線由城巴接辦。
- 1994年9月9日：本線香港仔總站由湖南街遷往成都道。
- 1996年10月3日：本線開始增派空調巴士服務。
- 1998年3月24日：本線全空調服務。
- 2018年3月26日：增設實時抵站時間查詢服務。
- 2019年1月20日：本線加價，新收費為$2.7。

## 服務時間及班次
| 利東邨開         | 利東邨開    | 利東邨開     | 香港仔（成都道）開 | 香港仔（成都道）開 | 香港仔（成都道）開 |
| 日期             | 服務時間    | 班次（分鐘） | 日期               | 服務時間           | 班次（分鐘）       |
| ---------------- | ----------- | ------------ | ------------------ | ------------------ | ------------------ |
| 星期一至五       | 05:00-06:10 | 10           | 星期一至五         | 05:10-06:20        | 10                 |
| 星期一至五       | 06:10-07:54 | 5-8          | 星期一至五         | 06:28、06:36       | 06:28、06:36       |
| 星期一至五       | 07:54-08:42 | 12           | 星期一至五         | 06:46-08:05        | 5-8                |
| 星期一至五       | 08:42-09:08 | 8/9          | 星期一至五         | 08:05-08:53        | 12                 |
| 星期一至五       | 09:08-15:06 | 6/7          | 星期一至五         | 08:53-10:05        | 6-9                |
| 星期一至五       | 15:06-17:06 | 5            | 星期一至五         | 10:05-10:15        | 10                 |
| 星期一至五       | 17:06-18:30 | 6            | 星期一至五         | 10:15-15:15        | 6/7                |
| 星期一至五       | 18:30-20:00 | 7/8          | 星期一至五         | 15:15-17:12        | 4/5                |
| 星期一至五       | 20:00-00:30 | 10           | 星期一至五         | 17:12-18:30        | 6                  |
|                  |             |              | 星期一至五         | 18:30-20:00        | 7/8                |
| 20:00-22:00      | 10          |              | 星期一至五         |                    |                    |
| 22:00-00:00      | 12          |              | 星期一至五         |                    |                    |
| 00:00-00:45      | 15          |              | 星期一至五         |                    |                    |
| 星期六           | 05:00-06:10 | 10           | 星期六             | 05:10-10:15        | 6-10               |
| 星期六           | 06:10-06:35 | 8/9          | 星期六             | 10:15-17:53        | 5/6                |
| 星期六           | 06:35-08:02 | 4-6          | 星期六             | 17:53-18:30        | 7/8                |
| 星期六           | 08:02-09:30 | 8            | 星期六             | 18:30-19:30        | 6                  |
| 星期六           | 09:30-17:30 | 5/6          | 星期六             | 19:30-20:15        | 7/8                |
| 星期六           | 17:30-18:00 | 7/8          | 星期六             | 20:15-21;45        | 10                 |
| 星期六           | 18:00-19:00 | 6            | 星期六             | 21;45-22:11        | 8/9                |
| 星期六           | 19:00-20:00 | 7/8          | 星期六             | 22:11-00:21        | 10                 |
| 星期六           | 20:00-00:30 | 15           | 星期六             | 00:21-00:45        | 12                 |
| 星期日及公眾假期 | 05:00-06:10 | 10           | 星期日及公眾假期   | 05:10-06:46        | 8-10               |
| 星期日及公眾假期 | 06:10-06:58 | 8            | 星期日及公眾假期   | 06:46-10:15        | 6-9                |
| 星期日及公眾假期 | 06:58-17:00 | 6/7          | 星期日及公眾假期   | 10:15-22:09        | 6/7                |
| 星期日及公眾假期 | 17:00-18:00 | 7/8          | 星期日及公眾假期   | 22:09-22:12        | 3                  |
| 星期日及公眾假期 | 18:00-19:00 | 6            | 星期日及公眾假期   | 22:12-23:36        | 6                  |
| 星期日及公眾假期 | 19:00-23:48 | 7/8          | 星期日及公眾假期   | 23:36-00:11        | 7                  |
| 星期日及公眾假期 | 23:48-00:00 | 12           | 星期日及公眾假期   | 00:11-00:35        | 8                  |
| 星期日及公眾假期 | 00:00-00:30 | 15           | 星期日及公眾假期   | 00:45              | 00:45              |

## 收費
全程：$3.2
| - 本線設有12歲以下小童及65歲或以上長者半價優惠。 - 65歲或以上香港居民使用「樂悠咭」，以及12歲以下合資格殘疾兒童使用「殘疾人士身份」個人八達通繳付車資，均可享有每程$2.0或半價（以較低者為準）的票價優惠；12至64歲合資格殘疾人士使用「殘疾人士身份」個人八達通（包括「樂悠咭」），以及60至64歲香港居民使用「樂悠咭」繳付車資，均可享有每程$2.0或全費（以較低者為準）的票價優惠。 - 65歲或以上長者如使用長者或一般個人八達通繳付車資，則只可享有半價優惠；12至64歲合資格殘疾人士如不使用「殘疾人士身份」個人八達通，以及60至64歲人士如不使用「樂悠咭」繳付車資，必須繳付全費。 - 乘客可以現金或八達通於上車時付款，不設找續。 - 每位成人乘客可免費攜帶最多兩名4歲以下而不佔座位的兒童乘客乘車，超額之4歲以下小童必須繳付小童車費乘車。 - 九龍巴士、城巴及龍運巴士全職員工及家屬（不包括外判職員）可免費乘搭本路線，惟必須拍職員或職員家屬八達通。 - 乘客亦可使用AlipayHK「易乘碼」、支付寶、WeChatHK／微信支付「搭車碼」、銀聯雲閃付「乘車碼」及BOC Pay「乘車碼」、具有感應式支付功能的VISA、Mastercard及銀聯卡，以及Apple Pay、Google Pay及Samsung Pay流動支付平台繳付車資。使用此支付方式的乘客可享有中途下車之分段收費，以及與其他城巴獨營路線或聯營線城巴班次之轉乘優惠，惟不適用於與非城巴路線之轉乘優惠。乘客亦不能享有「公共交通費用補貼計劃」及「長者及合資格殘疾人士公共交通票價優惠計劃」。 |

### 八達通轉乘優惠
乘客登上本線後指定時間內以同一張八達通卡轉乘以下路線，或從以下路線登車後指定時間內以同一張八達通卡轉乘本線，次程可獲車資折扣優惠：
98←→48、78，次程車資全免，轉乘時限為60分鐘
- 98往香港仔 → 48往深灣或78往黃竹坑
- 48往華富或78往華貴邨→ 98往利東邨

98←→73，次程可獲$2折扣優惠，轉乘時限為90分鐘
- 98往香港仔 → 73往赤柱
- 73往數碼港 → 98往利東邨

98←→973
- 98往香港仔 → 973往尖沙咀，回贈首程車資，轉乘時限為90分鐘
- 973往赤柱 → 98往利東邨，次程車資全免，轉乘時限為120分鐘

## 行車路線
利東開經：利東邨道、鴨脷洲徑、鴨脷洲橋道、鴨脷洲大橋、香港仔海傍道、香港仔大道、洛陽街及成都道。
香港仔（成都道）開經：成都道、香港仔巴士總站、香港仔大道、鴨脷洲橋道、鴨脷洲徑及利東邨道。

### 沿線車站

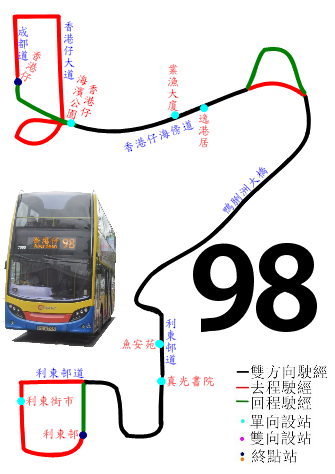
此線的走線圖

| 利東邨開 | 利東邨開         | 利東邨開       | 香港仔（成都道）開 | 香港仔（成都道）開 | 香港仔（成都道）開 |
| 序號     | 車站名稱         | 位置           | 序號               | 車站名稱           | 位置               |
| -------- | ---------------- | -------------- | ------------------ | ------------------ | ------------------ |
| 1        | 利東邨           | 利東邨巴士總站 | 1                  | 香港仔（成都道）   | 成都道             |
| 2        | 利東街市         | 利東邨道       | 2                  | 業漁大廈           | 香港仔大道         |
| 3        | 漁安苑           | 利東邨道       | 3                  | 香港真光書院       | 利東邨道           |
| 4        | 逸港居           | 香港仔海傍道   | 4                  | 利東邨             | 利東邨巴士總站     |
| 5        | 香港仔海濱公園   | 香港仔海傍道   |                    |                    |                    |
| 6        | 香港仔（成都道） | 成都道         |                    |                    |                    |

## 使用車輛
受香港仔（成都道）總站設計影響，此路線優先使用11.3米或以下的巴士行走。
現時此路線使用Enviro 400 10.5米（7000-7059）、Enviro500 MMC 11.3米（9100-9148）、富豪B9TL 11.3米及10.6米雙層巴士。

## 外部連結
- 城巴/新巴官方網站資料 （页面存档备份，存于）
- 城巴98線路線圖 （页面存档备份，存于）
- 城巴98線詳細時間表 （页面存档备份，存于）
- 681巴士總站－城巴98線 （页面存档备份，存于）